# Симбиотические звёзды

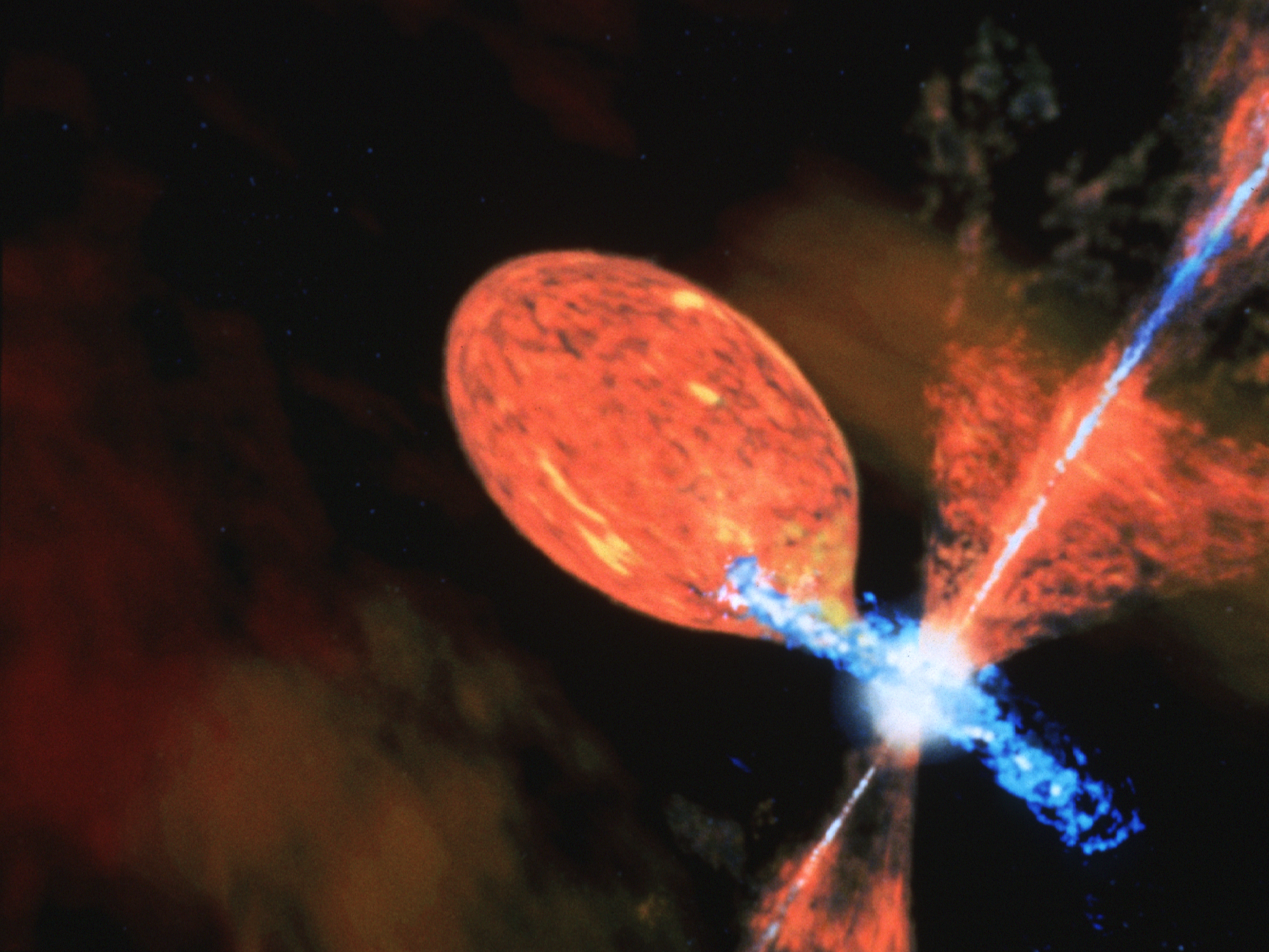
Изображение R Aquarii, симбиотической пары в активной фазе

Симбиотические звёзды — небольшой класс двойных звёзд, имеющих сложные спектры, где наряду с полосами поглощения TiO имеются эмиссионные линии. В их спектрах были обнаружены линии, характерные для туманностей (ОIII, NeIII и т. п.), линии однократно ионизованных металлов, а также запрещённые линии высокой ионизации (например: FeVIII). Все известные к настоящему моменту времени симбиотические звёзды являются переменными с периодами в несколько сотен дней.
Симбиотические звёзды представляют собой относительно кратковременный, но чрезвычайно важный и богатый своими астрофизическими проявлениями этап в эволюции двойных звёздных систем умеренных масс с начальными периодами обращения 1—100 лет.
По своему эволюционному статусу эти системы лежат между нормальными невзаимодействующими двойными (чьи компоненты лежат на Главной последовательности) и сильно проэволюционировавшими объектами: двойными планетарными туманностями и двойными белыми карликами. Существуют две наиболее популярные модели, позволяющие построить синтетический спектр, характерный для симбиотических звёзд. Первая модель содержит красный гигант, заполнивший свою полость Роша. В этом случае происходит перекачка вещества на горячий компонент (маломассивную звезду Главной последовательности) через внутреннюю точку Лагранжа. Процесс идёт с формированием мощного аккреционного диска. Во втором случае красный гигант не заполняет полость Роша, а горячий компонент представляет собой центральную звезду планетарной туманности. В этом случае горячий субкарлик аккрецирует вещество из ветра красного гиганта. Вероятно, примером реализации первой модели является CI Cyg, однако и в этом случае классификация не может быть однозначной. Спектры большинства симбиотических систем могут быть достаточно хорошо представлены в рамках второй модели. В исключительно редких случаях (V2116 Oph) компаньоном холодного компонента может быть нейтронная звезда. Таким образом, исследование симбиотических звёзд непосредственно связано с другими областями астрофизики, занимающимися изучением таких объектов, как красные гиганты, планетарные туманности, новые и сверхновые звёзды.